# Degersjön (Ådals-Lidens socken, Ångermanland)
Degersjön är en sjö i Sollefteå kommun och Örnsköldsviks kommun i Ångermanland och ingår i Ångermanälvens huvudavrinningsområde. Sjön har en area på 0,907 kvadratkilometer och ligger 247,1 meter över havet. Sjön avvattnas av vattendraget Tågån.

## Delavrinningsområde
Degersjön ingår i det delavrinningsområde (705749-157359) som SMHI kallar för Utloppet av Degersjön. Medelhöjden är 290 meter över havet och ytan är 16,56 kvadratkilometer. Räknas de 3 avrinningsområdena uppströms in blir den ackumulerade arean 44,39 kvadratkilometer. Tågån som avvattnar avrinningsområdet har biflödesordning 3, vilket innebär att vattnet flödar genom totalt 3 vattendrag innan det når havet efter 152 kilometer. Avrinningsområdet består mestadels av skog (66 procent) och sankmarker (24 procent). Avrinningsområdet har 0,91 kvadratkilometer vattenytor vilket ger det en sjöprocent på 5,5 procent.